# خانه فردا (فیلم)
خانهٔ فردا (انگلیسی: The House of Tomorrow) فیلم کوتاهی به کارگردانی تکس اوری، محصول سال ۱۹۴۹ است.